# Luke Newton
Luke Paul Anthony Newton (z domu Atkinson) (ur. 5 lutego 1993) – angielski aktor filmowy i teatralny. Najbardziej znany jest z roli Colina Bridgertona w serialu Bridgertonowie na platformie Netflix. Wystąpił w dramacie The Cut (2009) na BBC Two i serialu The Lodge (2016–2017) na antenie Disney Channel.

## Wczesne życie
Newton dorastał w Shoreham-by-Sea w West Sussex. Ma młodszą siostrę Lauren. Ich rodzice rozwiedli się, a ich matka Michelle wyszła ponownie za mąż w 2006 roku. Ojciec Newtona był piosenkarzem w brytyjskim talent-show „Stars In Their Eyes”.
Newton uczęszczał do szkoły podstawowej St Nicolas and St Mary w Shoreham-by-Sea, a następnie do Northbrook College (obecnie część Chichester College Group) w Worthing. Newton został zauważony przez agenta w Brighton, gdy brał udział w lokalnej produkcji Billy'ego Elliota. Następnie kontynuował naukę w London School of Musical Theatre.

## Kariera
W 2010 roku zadebiutował w serialu The Cut jako Luke Attwood na BBC Two, w którym wystąpił w 11 odcinkach.
W 2013 roku aktor pojawił się na scenie jako dubler Elder Price w musicalu Księgi Mormona na deskach teatru w West End.
W 2014 roku wystąpił w dwóch odcinkach telenoweli Lekarze na BBC One w roli Sama Herna
Od 2016 do 2017 roku Newton występował w serialu The Lodge jako Ben Evans na antenie Disney Channel.
W 2018 roku zagrał w amerykańskim filmie Lake Placid: Dziedzictwo na antenie Syfy.
W 2020 roku zadebiutował w serialu Bridgertonowie na platformie Netflix jako Colin Bridgerton W dwóch pierwszych sezonach był  częścią drugoplanowej obsady. W maju 2022 ogłoszono, że aktor wraz z Nicola Coughlan poprowadzą trzeci sezon jako pierwszoplanowi bohaterowie, co stanowi zmianę w stosunku do serii książek o tym samym tytule Julii Quinn, w której ich bohaterowie występują w tej roli w czwartej odsłonie pt. „Miłosne Tajemnice”. Sezon 3 serialu został podzielony na dwie części, które ukazały się kolejno w maju i czerwcu 2024 roku.
W 2023, Newton powrócił na scenę teatru u boku Amber Anderson we wznowieniu przedstawienia Kształt rzeczy w londyńskim teatrze Park Theatre. Tego samego roku, aktor podkładał głos do portugalskiego filmu animowanego Viana: The Legend of the Golden Hearts wcielając się w rolę Thomasa, który zakochuje się w księżniczce Annie.

## Życie osobiste
Newton ma dysleksję i ADHD.
Luke Newton spotykał się z aktorką Sophie Simnett od 2016 do 2018 roku. Obaj wystąpili razem w serialu The Lodge na antenie Disney Channel. Później spotykał się z walijską aktorką teatralną Jade Davies od 2019 do 2023 roku. Obecnie jest w związku z grecką tancerką Antonią Roumelioti.
Ken Newton, dziadek aktora, zmarł podczas pandemii COVID-19. Jego rodzina zebrała ponad 3000 funtów dla organizacji charytatywnej Love Your Hospital.

## Filmografia

### Film
| Rok  | Tytuł                                  | Rola    | Notatki              |
| ---- | -------------------------------------- | ------- | -------------------- |
| 2014 | Twist and Pulse's Halloween Thriller   | Michael | Film krótkometrażowy |
| 2019 | Youth in Bed                           | Ethan   | Film krótkometrażowy |
| TBA  | Viana: The Legend of the Golden Hearts | Thomas  | W trakcie produkcji  |

### Telewizja
| Rok            | Tytuł                    | Rola                | Notatki                                               |
| -------------- | ------------------------ | ------------------- | ----------------------------------------------------- |
| 2010           | Cięcie                   | Luke Attwood        | Główna rola; 11 odcinków                              |
| 2011           | Sadie J                  | Brad                | 1 odcinek                                             |
| 2013           | Pan Selfridge            | Richard Brackenbury | 1 odcinek                                             |
| 2014           | Lekarze                  | Sam Hern            | 2 odcinki                                             |
| 2016–2017      | The Lodge                | Ben Evans           | Główna rola                                           |
| 2018           | Lake Placid: Dziedzictwo | Billy               | Film telewizyjny                                      |
| 2020 – obecnie | Bridgertonowie           | Colin Bridgerton    | Drugoplanowa rola (sezon 1 -2); główna rola (sezon 3) |

### Teatr
| Rok  | Tytuł          | Rola  | Dyrektor                     | Lokal                          | Notatki                |        |
| ---- | -------------- | ----- | ---------------------------- | ------------------------------ | ---------------------- | ------ |
| 2013 | Księga Mormona | Swing | Casey Nicholaw i Trey Parker | Teatr Księcia Walii w Londynie | Dubler dla Elder Price | [ 18 ] |
| 2023 | Kształt rzeczy | Adam  | Nicky Allpress               | Park Theatre w Londynie        |                        | [ 19 ] |

## Nagrody i nominacje
| Rok  | Nagroda                           | Kategoria                                                 | Nominowana praca | Wynik     | Ref.   |
| ---- | --------------------------------- | --------------------------------------------------------- | ---------------- | --------- | ------ |
| 2021 | Nagrody Gildii Aktorów Ekranowych | Wybitny występ zespołu aktorskiego w serialu dramatycznym | Bridgertonowie   | Nominacja | [ 20 ] |